# Zaścianek (Białoruś)
Zaścianek (biał. Засценак, Zascienak; ros. Застенок; hist. Wola, Zaścianek Krasna Wola) – wieś na Białorusi, w obwodzie brzeskim, w rejonie łuninieckim, w sielsowiecie Wólka, nad Śmiercią.
Dawniej folwark. Zamieszkany był przez szlachtę zaściankową. W dwudziestoleciu międzywojennym leżał w Polsce, w województwie poleskim, w powiecie łuninieckim, w gminie Łachwa. Po II wojnie światowej w granicach Związku Sowieckiego. Od 1991 w niepodległej Białorusi.